# KT-2
KT-2 o Kaitouzhe-2 (Explorador-2) es un cohete comercial chino de combustible sólido y tres etapas, para poner en órbita hasta 800 kg de carga útil en su versión básica, y hasta 2000 kg en su versión pesada (KT-2A).
El KT-2 consiste básicamente en las dos primeras etapas de un KT-1 montadas sobre una nueva primera etapa, más grande y de mayor diámetro que la del KT-1. Se lanzó por primera vez el 3 de marzo de 2017 a las 23:45 UTC desde Jiuquan.
El KT-2A usa la misma primera etapa que el KT-2 y una nueva segunda etapa, coronada por una gran cofia. Además usa un par de cohetes aceleradores desarrollados a partir de la primera etapa del KT-1, acoplados a ambos lados de la primera etapa.

## Especificaciones (estimación)

### KT-2
- Carga útil: 800 kg a LEO (500 km y 98° de inclinación)
- Masa total: 40.000 kg
- Diámetro del cuerpo principal: 2,7 m
- Longitud total: 35 m

### KT-2A
- Carga útil: 2000 kg a LEO (500 km y 98° de inclinación)
- Masa total: 80.000 kg
- Diámetro del cuerpo principal: 2,7 m
- Longitud total: 30 m
- Envergadura: 6,7 m